# Gustave Le Mallier
Gustave Louis Nicolas Le Mallier, né le 10 mars 1841 à Carentan et mort en février 1918 à Vevey, est un haut fonctionnaire et préfet français. Il fut notamment préfet du Gard lors du Massacre des Italiens (1893).

## Parcours
- Préfet de l'Allier (1880-1882)[3]
- Préfet de la Dordogne (1882-1883)
- Préfet du Puy-de-Dôme (1883-1886)
- Préfet de Saône-et-Loire (1886-1888)
- Préfet d'Indre-et-Loire (1888-1890)[4]
- Préfet du Gard (1890-1895)[5]

Il est admis à la retraite en 1903 en qualité de consul général de France. Il réside alors à Paris.

## Distinctions
- Officier de la Légion d'honneur (2 janvier 1888)[6]
- Officier d'académie
- Commandeur de l'ordre du Nichan Iftikhar

## Œuvre
- De la puissance paternelle, 1867[7]